# Blutzikaden
Blutzikaden (Cercopidae), engl. froghoppers, sind eine Familie der Rundkopfzikaden (Cicadomorpha) aus der Überfamilie der Cercopoidea. Diese Insekten sind auffällig schwarz-rot gezeichnet – daher der Name –, im Gegensatz zu den bräunlich und strohfarbenen Schaumzikaden (Aphrophoridae), ihrer Schwestergruppe. Die Larven beider Familien leben in selbst erzeugten Schaumhüllen, die der Blutzikaden allerdings im Verborgenen an den Wurzeln ihrer Wirtspflanzen.
Blutzikaden rekrutieren sich in Mitteleuropa aus zwei Gattungen Cercopis und Haematoloma mit insgesamt fünf Arten. Auf der Balkanhalbinsel kommt für Europa eine weitere Gattung der Blutzikaden mit der Art Triecphorella geniculatus hinzu. Arten der Cercopidae sind in fast allen zoogeographischen Regionen beheimatet. In der Paläarktis sind die Blutzikaden mit lediglich zwölf Arten vertreten, in den Tropen sind sie jedoch sehr artenreich, wobei nicht alle Arten außerhalb Mitteleuropas diese schwarz-rote Färbung aufweisen.
Die häufigste Art der Blutzikaden, die Gemeine Blutzikade, wurde in Deutschland zum Insekt des Jahres 2009 gekürt.

## Allgemeine Beschreibung

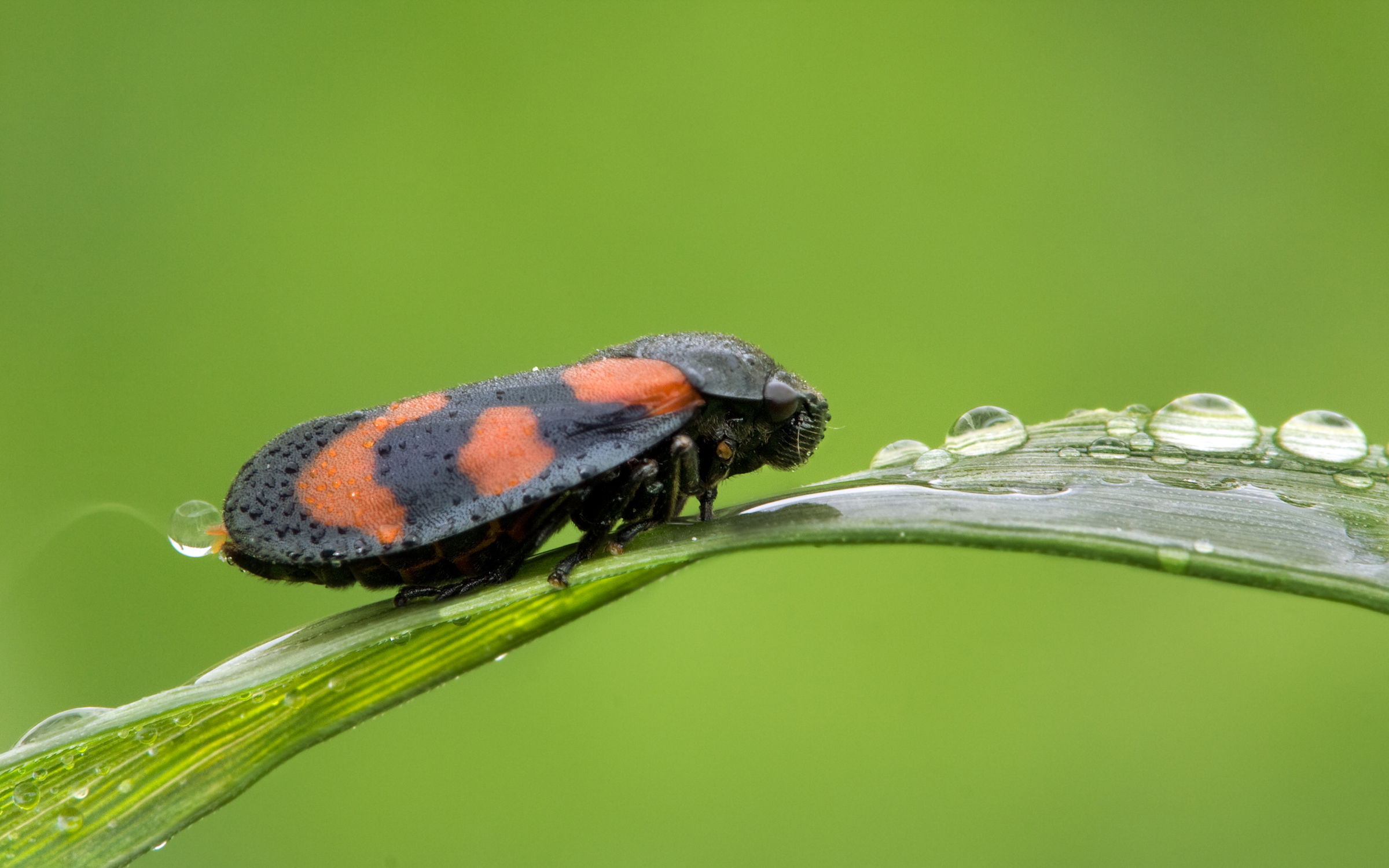
Gemeine Blutzikade (Cercopis vulnerata), Seitenansicht

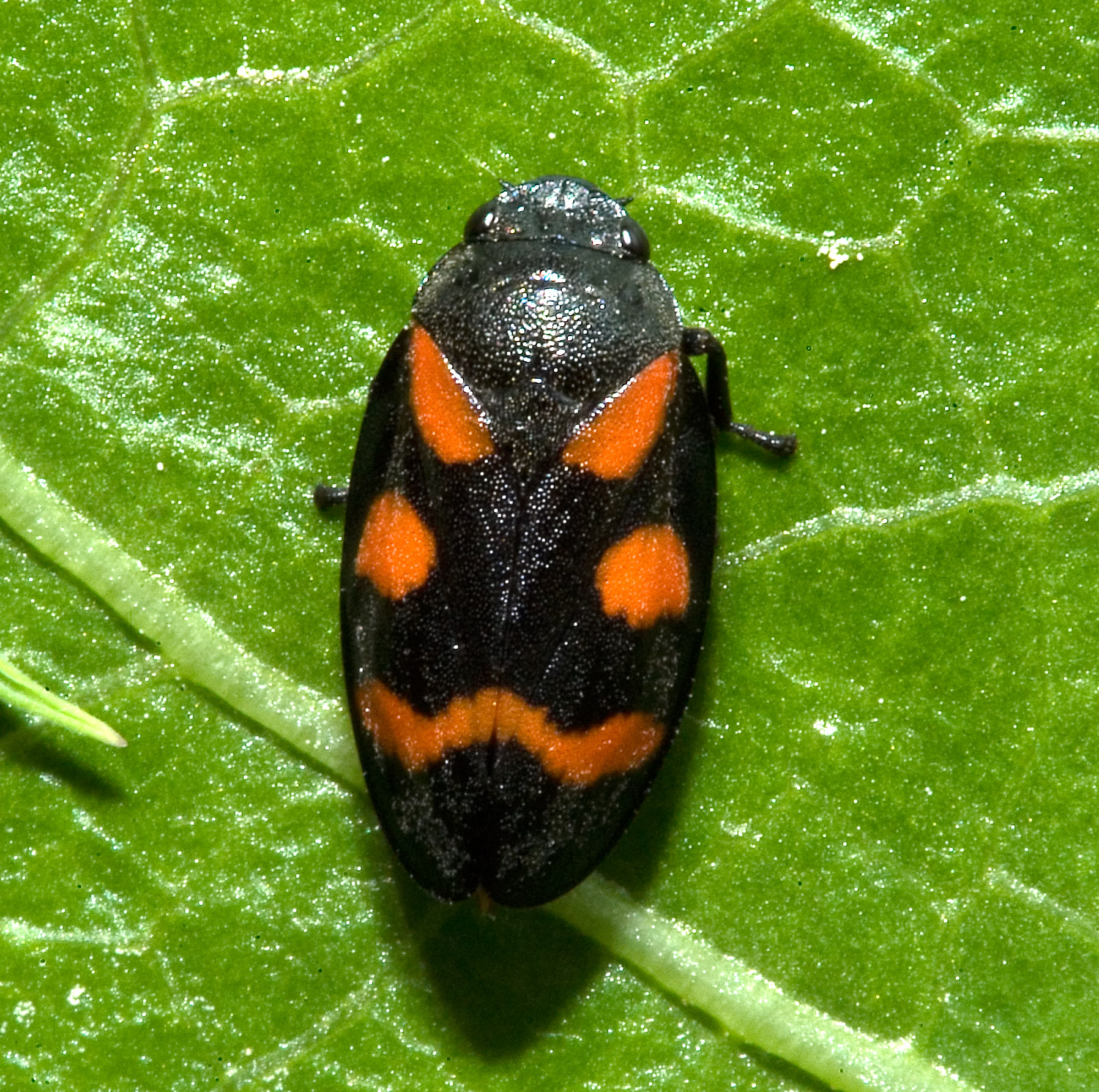
Bindenblutzikade (Cercopis sanguinolenta)

Ihren Namen haben die Blutzikaden von der leuchtend roten Zeichnung der schwarzen Vorderflügeldecken (Elytren) der erwachsenen käferähnlichen Tiere, wobei das Ausmaß der Rotfärbung zwischen und innerhalb der Arten variieren kann. Sehr selten sind die Insekten auch ganz schwarz gefärbt. Die auffällige Färbung der Blutzikaden zusammen mit ihrem „unbesorgten“ Verhalten lassen vermuten, dass sie chemische Inhaltsstoffe besitzen, die sie zumindest für einige Insektenfresser ungenießbar machen. Die Häufigkeit der Blutzikaden ist im Vergleich zu anderen entsprechend gefärbten Taxa in Mitteleuropa so groß, dass eine sogenannte Bates’sche Mimikry als Nachahmer geschützter Taxa unwahrscheinlich erscheint.
Blutzikaden können je nach Art etwa 6,7 bis fast 10,5 Millimeter lang werden. Die Körperform ist im Umriss meist länglich- oder breitlänglich-oval. Die Flügeldecken sind ledrig, mit Punktgruben besetzt und mit Ausnahme der Kiefernblutzikade (Haematoloma dorsata) unbehaart. Blutzikaden, obwohl häufig mit Käfern (Coleoptera) verwechselt, sind leicht an der dachartigen Flügelhaltung als Zikaden erkennbar. Unter den Vorderflügeln liegen die häutigen Hinterflügel.

Grundbauplan der Blutzikaden
A: Punktaugen (Ocellen)
B: Scheitel (Vertex)
C: Antenne
D: Facettenauge
F: Halsschild (Pronotum)
H: Schildchen (Scutellum)
I: Clavus
J: Corium
K: Vorderflügel
L: 3-gliedriger Fuß (Tarsus)
M: Schiene (Tibia) mit kräftigen Dornen
N: Schenkel (Femur)

Die mit Ausnahme von Cercopis intermedia völlig schwarzen Beine der Blutzikaden sind charakteristisch geformt. Die Schienen des hinteren Beinpaares (Tibien) sind im Querschnitt rund und relativ kurz. Die Schienen tragen ein bis zwei kräftige Dornen (siehe Pfeile im Grundbauplan) sowie einen Dornenkranz an der Basis. Die Beine der erwachsenen Blutzikaden verleihen ihnen im Gegensatz zu den trägen Larven eine gute Sprungkraft. Die mächtigen Dornen an ihren Hinterbeinen kommen ihnen beim Absprung zugute, da sie den Sprungbeinen Halt auf der Unterlage gewähren.
Der Kopf der Blutzikaden ist von oben gesehen in der Regel deutlich schmaler als der Halsschild (Pronotum) und verfügt über zwei Punktaugen (Ocelli), ein Paar Facettenaugen und einem Paar kurzer borstenförmiger Fühler. Die Stirnplatte (Clypeus) (Kopfpartie zwischen den Ocellen) ist von vorn und seitlich betrachtet blasenförmig vorgewölbt und beinhaltet die Saugpumpe. Wie alle Zikaden verfügen auch Blutzikaden über einen Saugrüssel zur Nahrungsaufnahme. Die Unterlippe (Labium) der Tiere ist als Gleitschiene für die aus den Mandibeln und Maxillen bestehenden Stechdornen ausgebildet. Innerhalb der Lacinien (einem Teil der Maxillen) verläuft ein Kanal, durch den gesaugt werden kann, sowie ein Speichelkanal, durch den Speichel in die Fraßstelle geleitet wird. Teile der Mundhöhle sind bei allen Schnabelkerfen zu einer Saugpumpe umgestaltet.

## Lebensweise

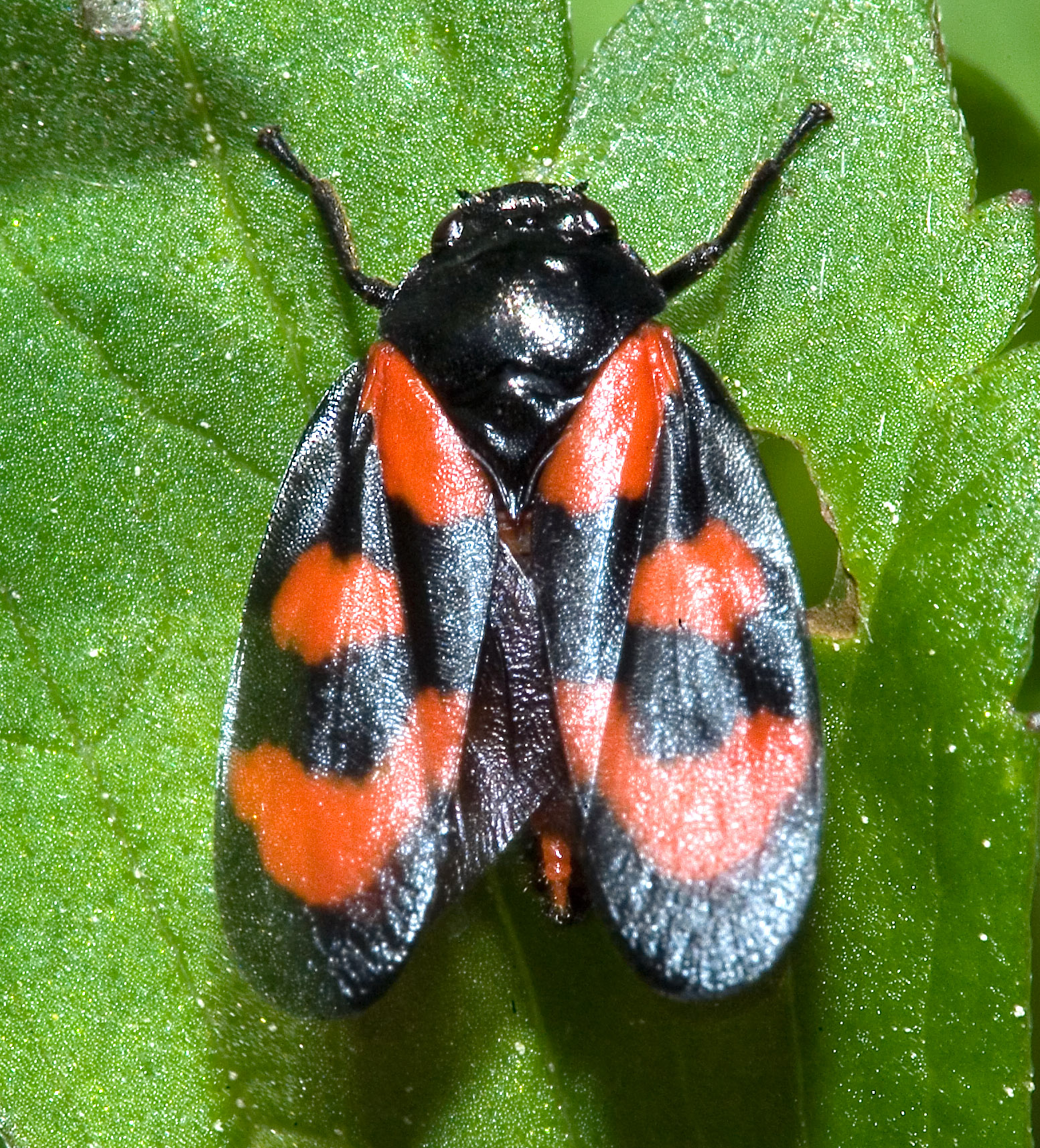
Gemeine Blutzikade (Cercopis vulnerata) Werbendes Männchen

Allen Blutzikaden gemeinsam sind die saugende Ernährungsweise und die meist gering ausgeprägte Wirtspflanzenspezifität. Die Larven leben in Schaumnestern im Boden oder der Bodenstreu, wo sie auch überwintern. Alle Blutzikaden bilden eine Generation im Jahr. Sie bevorzugen meist thermisch begünstigte Offenbiotope, wie beispielsweise Weinberge und Wiesen, wo die erwachsenen Tiere meist an Gräsern und Kräutern saugen.

### Ernährung
Wie bei allen Zikaden erfolgt die Ernährung der Blutzikaden durch das Anstechen und Aussaugen bestimmter Pflanzenteile, also wie durch einen Strohhalm. Zikaden sind auf bereits flüssige Nahrung angewiesen. Während die erwachsenen Blutzikaden speziell an den Leitungsbahnen oberirdischer Pflanzenteile mit aufsteigendem Saft (Xylem) saugen, ernähren sich ihre Larven vom Saft der Wurzeln oder den basalen Sprossteilen ihrer Wirtspflanzen. Der Xylem-Saft ist im Gegensatz zum Phloem-Saft deutlich ärmer an Nährstoffen, weshalb davon sehr viel aufgenommen werden muss. Dies hat zur Folge, dass auch sehr viel Flüssigkeit wieder abgeschieden wird. Die meisten Zikadenarten sind auf bestimmte Nährpflanzen beschränkt. Blutzikaden sind dagegen in der Regel polyphag bis oligophag, das heißt, sie sind wenig wählerisch hinsichtlich ihrer Nahrung und nutzen mehrere Pflanzengattungen oder -familien.

### Fortpflanzung und Werbeverhalten

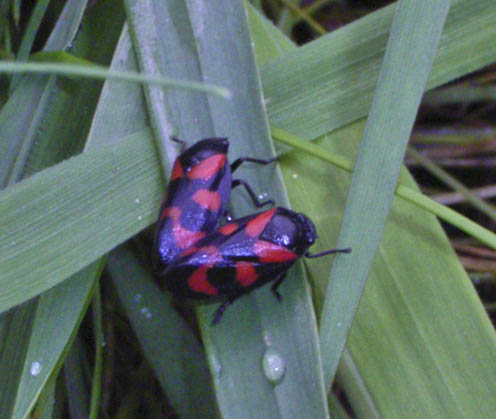
Gemeine Blutzikaden in Kopula

Die Männchen der Blutzikaden sind, wie alle Zikadenmännchen und manchmal auch die Weibchen, in der Lage, rhythmische Gesänge zu produzieren. Diese werden durch spezielle Trommelorgane (Tymbalorgane), die sich an den Seiten des 1. Hinterleibssegmentes befinden erzeugt. Durch Zug eines kräftigen Singmuskels werden die Membrane der Trommelorgane in Schwingungen versetzt. Das Geräusch wird durch Eindellen (Muskelzug) und Zurückspringen (Eigenelastizität) erzeugt.
Bei den Männchen der Gemeinen Blutzikaden lässt sich ein Vibrieren des Hinterleibes während des Gesanges beobachten, das von sehr schnellen Flügelschlägen begleitet wird. Der Flügelschlag verstärkt möglicherweise den als Werbung interpretierten Gesang. Ein einzelner Ruf dauert etwa fünf Sekunden. Ein weiterer Teil der Werbung der Männchen besteht im Betrillern der Vorderflügelspitzen des Weibchens mit seinen Vorderbeinen.
Die Paarung wird vom Männchen durch Verankerung seiner Genitalarmatur an derjenigen des Weibchens begonnen. Es sitzt dabei während der gesamten Kopulation schräg neben dem Weibchen und hält sich dabei seitlich fest. So entsteht eine für Blutzikaden und andere Vertreter der Cicadoidea typische V-Stellung. Es wurden bei der Gemeinen Blutzikade Paarungsdauern bis zu fünf Stunden beobachtet. Das Weibchen legt die Eier in Bodennähe, in mit Wurzeln durchzogenen Bodenspalten oder der Bodenstreu an den jeweiligen Wirtspflanzen ab. Aus dem Ei schlüpft die Larve.

### Entwicklung der Larven

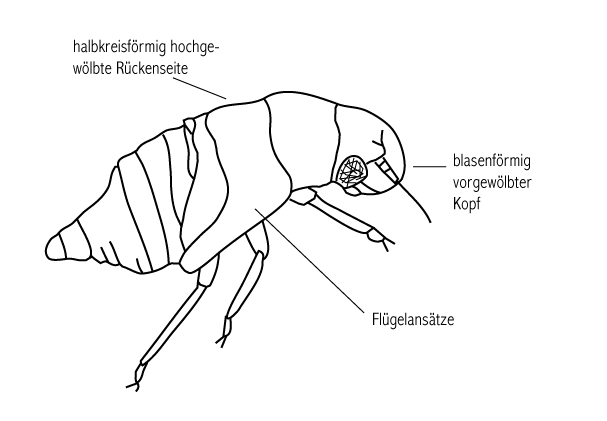
Larve einer Cercopoidea

Blutzikaden vollziehen eine unvollständige Verwandlung vom Ei über die Larve direkt (ohne Puppenstadium) zum Vollinsekt (Imago). Sie sind hemimetabol. Die Entwicklung der Larven erfolgt über fünf Stadien, wobei sich mit zunehmendem Alter die Anlagen für die Organe des erwachsenen Tieres (Flügel, Genitalarmatur) bilden und vergrößern. Die verschiedenen Stadien gehen über Häutungen ineinander über. Die Rückenseite der Larven ist im Querschnitt halbkreisförmig hoch gewölbt, die Bauchseite konkav. Der Kopf ist vor den Antennen und Augen stark ausgebuchtet und insgesamt rundlich. Die Larven leben versteckt in kleinen Erdhöhlen oder unter Steinen an den Wurzeln krautiger Pflanzen, eingehüllt von einem Schaumnest. Die Larven besitzen am Bauch eine Atemhöhle, die im Verlauf der Evolution aus Einfaltungen der Hinterleibsringe entstanden ist. In der Atemhöhle befinden sich die Atemöffnungen (Stigmata), die Einmündungsstellen der Tracheen an der Körperoberfläche. Die Tracheen bilden ein System aus Atemröhren, das den ganzen Körper eines Insekts durchzieht und das Äquivalent zu unserer Lunge darstellt. Durch rhythmisches Einpumpen von Luftbläschen aus der Atemhöhle in eine eiweißhaltige Flüssigkeit, welche die Larven aus dem After abscheiden, wird der Schaum erzeugt. Die Konsistenz des Schaumes kann nur deshalb aufrechterhalten werden, da die Tiere aus speziellen Exkretionsorganen im Darm (Malpighische Gefäße) Schleimstoffe aus (Glykosaminoglykane, früher Mucopolysaccharide) und Eiweißen ausscheiden. In diesen Schaumnestern überwintern die Larven. Der Schaum schützt die darin sitzende Larve vor Feinden, erhält aber in erster Linie die für die Weiterentwicklung nötige Feuchtigkeit und Temperatur.

## Beschreibung der mitteleuropäischen Arten

### Gemeine Blutzikade

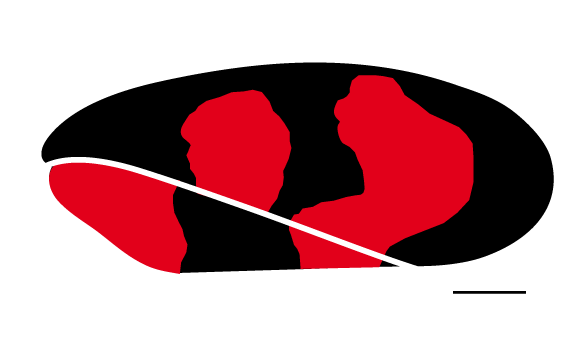
Vorderflügel der Gemeinen Blutzikade (Cercopis vulnerata), Maßstab 1 Millimeter

Die Gemeine Blutzikade (Cercopis vulnerata) ist eine mitteleuropäische Art und hier sehr häufig. Ihre Arealgrenze liegt im Norden Mitteleuropas, sie fehlt in Skandinavien und Irland, aus dem Süden Europas liegen Einzelnachweise vor. Die gemeine Blutzikade wurde zum Insekt des Jahres 2009 ernannt.
Die Gemeine Blutzikade erreicht Körperlängen von 8,9 bis 10,5 Millimetern und ist damit eine der größten der hier beschriebenen Arten. Die Zikade ist an der tief ausgebuchteten roten Flügelbinde vor dem Ende der Vorderflügel erkennbar. Die Zikade bevorzugt mäßig trockene bis mäßig nasse Standorte in sonnigen bis halbschattigen Lagen. Sie besiedelt vor allem Magerrasen, Weiden, Waldlichtungen, Weg- und Grabenränder, Hochstaudenfluren und lichte Wälder. Dort findet man die erwachsenen Tiere in tieferen Lagen von Anfang Mai bis Mitte Juli, in höheren Lagen von Juni bis Ende August. Die Tiere leben vorwiegend auf hochwüchsigen Kräutern und Gräsern, zum Beispiel Glatthafer (Arrhenatherum elatius), Große Brennnessel (Urtica dioica) oder Lupinen (Lupinus). Die Art bildet eine Generation im Jahr. Die Zikaden leben bis in Höhenlagen von 1880 Metern.

### Bindenblutzikade

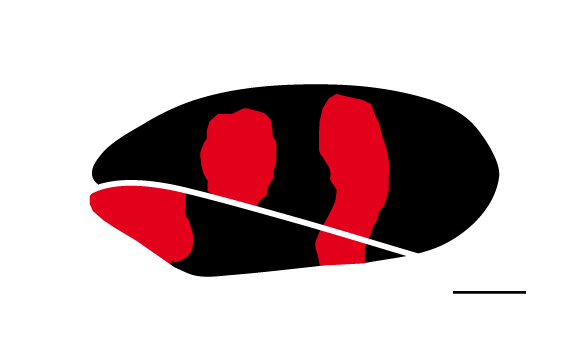
Vorderflügel der Bindenblutzikade (Cercopis sanguinolenta), Maßstab 1 Millimeter

Die Bindenblutzikade (Cercopis sanguinolenta) war ursprünglich osteuropäisch verbreitet (Mittelmeerraum, Kleinasien), hat sich aber im südlichen Mitteleuropa inselartig an wärmebegünstigten Standorten angesiedelt. Sie kommt im Süden der Schweiz und in Ostösterreich vor. In Deutschland lebt sie nur an wenigen isolierten Standorten und gilt hier nach der Roten Liste gefährdeter Tiere Deutschlands als stark gefährdet.
Die Zikadenart wird zwischen 7,7 und 9,5 Millimeter groß. Bei dieser Art ist die rote Flügelbinde vor der Spitze des Vorderflügels deutlich flacher ausgebildet als bei der Gemeinen Blutzikade. Ihr Körperumriss ist länglich-oval. Die Konnexiv-Abschnitte des Hinterleibes sind einfarbig rot gefärbt und tragen einen mehr oder minder großen schwarzen Mittelfleck. Die Zikade lebt an sonnigen bis halbschattigen, feuchten bis trockenen Standorten, meist in höherwüchsigen Wiesen, Trockenrasen, Weinbergsbrachen, in Staudenfluren und an Waldrändern an Gräsern und Kräutern wie Glatthafer (Arrhenatherrum elatius), Wiesensalbei (Salvia pratensis), Fieder-Zwenke (Brachypodium pinnatum) oder Kleine Wiesenraute (Thalictrum minus). Hier findet man die erwachsenen Tiere dieser Art von Anfang Mai bis Ende Juli. Die Tiere leben bis in Höhenlagen von 1880 Metern.

### Weinbergsblutzikade

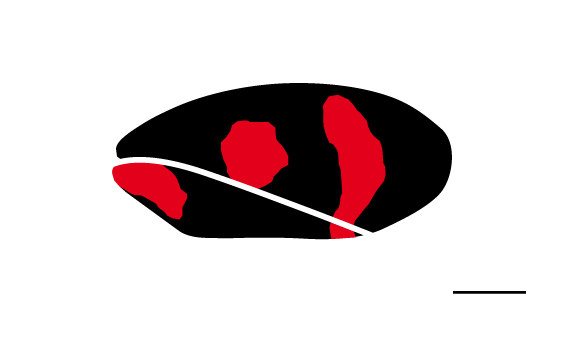
Vorderflügel der Weinbergsblutzikade (Cercopis arcuata), Maßstab 1 Millimeter

Die Weinbergsblutzikade (Cercopis arcuata) ist im südlichen Mittel- und Osteuropa sowie im zentralen und östlichen Mittelmeerraum verbreitet. Es existieren nur wenige historische Meldungen aus Deutschland. Sie gilt hier nach der Roten Liste gefährdeter Tiere Deutschlands als ausgestorben. Weiterhin ist sie aus wärmeren Regionen Süd- und Ostösterreichs, Frankreichs und Tschechiens bekannt.
Die Weinbergsblutzikade erreicht Körperlängen von 7,5 bis 9 Millimetern. Ihr Körperumriss ist breit-oval. Sie ist der Bindenblutzikade sehr ähnlich, jedoch fehlt ihr der schwarze Mittelfleck auf den Konnexiv-Abschnitten. Die Zikade lebt in thermisch begünstigten Wiesen, Weinbergen, lichten Kiefern- und Eichenwäldern sowie an Waldrändern. Dort sind die erwachsenen Tiere von Anfang Mai bis Anfang Juli zu finden. Ihre Nährpflanzen sind wahrscheinlich Gräser und Kräuter. Die Tiere sind bis in Höhenlagen von 700 Metern zu finden.

### Cercopis intermedia

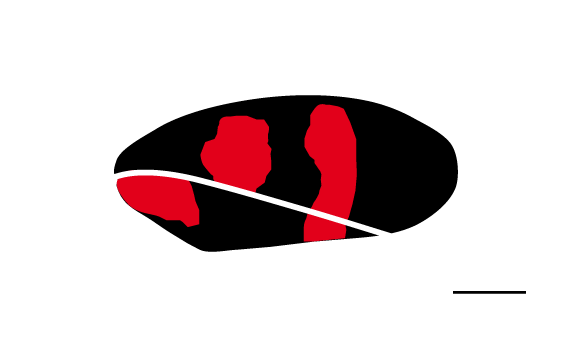
Vorderflügel von Cercopis intermedia, Maßstab 1 Millimeter

Cercopis intermedia ist eine Art der Blutzikaden ohne deutschen Namen, der Name Rotknie-Blutzikade wird von manchen Autoren verwendet. In Deutschland und der Schweiz ist sie bisher nicht nachgewiesen, wobei allerdings ältere noch nicht verifizierte Angaben vorliegen. Die Art kommt in Südwest- und Westeuropa (ohne Britische Inseln), im nördlichen Mittelmeerraum, Südrussland, Kleinasien und Vorderasien vor. Es existieren vereinzelte Nachweise aus Nordafrika.
Diese Zikadenart erreicht Körperlängen zwischen 8,2 und 9,7 Millimetern. Der Körperumriss ist mehr oder weniger länglich-oval. Im Gegensatz zu den übrigen hier beschriebenen Arten mit schwarzen Beinen, sind die „Knie“ (Tibia-Femur-Gelenk) dieser Art rot gefärbt. Über ihre Biologie ist nur wenig bekannt. Die erwachsenen Tiere erscheinen zwischen Anfang April und Juni.

### Kiefernblutzikade

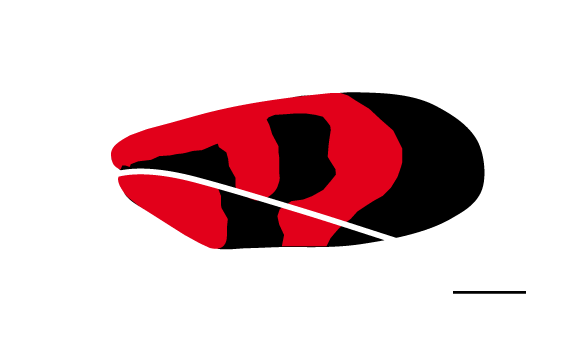
Vorderflügel der Kiefernblutzikade (Haematoloma dorsata), Maßstab 1 Millimeter

Die Kiefernblutzikade (Haematoloma dorsata) ist ein Beispiel für die Ausbreitung von Insekten in historisch kurzer Zeit (Arealexpansion). Sie ist in den 1930er Jahren aus dem Mittelmeerraum nach Mitteleuropa und Deutschland (1935, am Mittelrhein bei Bonn) eingewandert und hat sich kontinuierlich nach Norden und Osten (seit 2002 in Sachsen-Anhalt) ausgebreitet. Die Nordgrenze ihres Vorkommens verläuft derzeit von den Ostfriesischen Inseln (seit 1987 auf Borkum) über das Weser-Ems-Gebiet (seit 1969) und Hessen nach Westbayern und Baden-Württemberg. 1996 wurde die Art erstmals in Kärnten nachgewiesen, dies ist mit Stand 2003 der einzige Fundort für Österreich. In der Schweiz ist die Art vermutlich weitverbreitet. 2025 wurden dort erstmals größere Waldschäden entdeckt.
Die Kiefernblutzikade wird etwa zwischen 6,7 und 7,5 Millimeter groß. Die Art ist auf den Flügeldecken dicht und fein behaart. Die Zikade ist durch den roten Flügelvorderrand, der nur bei sehr dunklen Exemplaren schwarz sein kann, von den anderen hier beschriebenen Arten zu unterscheiden. Die Rotfärbung kann altersbedingt unterschiedlich intensiv sein von leuchtend rot im Jugendstadium bis Dunkelrot bei älteren Tieren. Bei einer sehr seltenen Farbmorphe sind die gesamten Flügeldecken rot gefärbt. Die Zikade bevorzugt lichte Wälder frischer bis trockener Standorte, meist auf Kalk- oder Sandböden. Die Larven leben in der Bodenstreu, an den basalen Sprossteilen von Gräsern, vorwiegend Schlängel-Schmiele (Deschampsia flexuosa). Nach der Adulthäutung in der Grasvegetation am Waldboden gehen die erwachsenen Tiere in die Baumschicht, wo sie zwischen Ende April und Ende Juli an Kiefernnadeln saugen. Auch die Paarung erfolgt dort. Zur Eiablage gehen die Tiere wieder in die Grasschicht. Die Zikaden leben bis in Höhenlagen von 700 Metern.

## Phylogenie und Systematik der Cercopidae

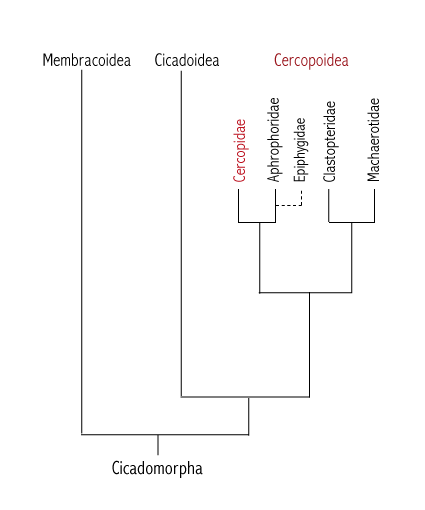
Phylogenetischen Beziehungen der Cercopoidea innerhalb der Cicadomorpha (nach Cryan Oktober 2005, vereinfacht)

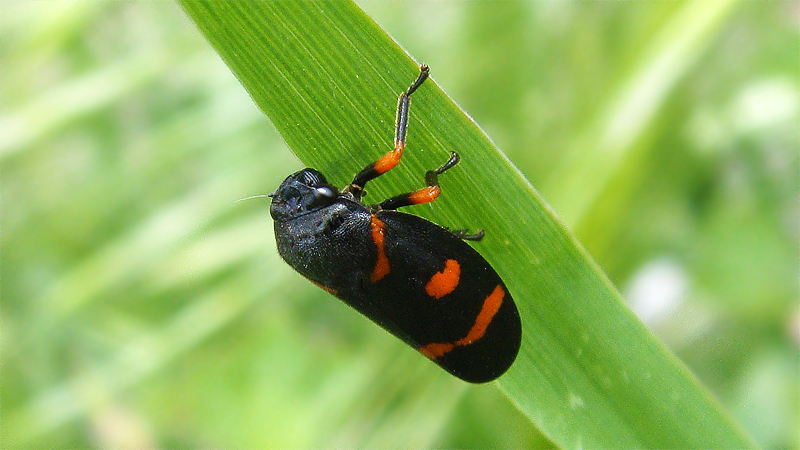
Rotknieblutzikade (Cercopis intermedia)

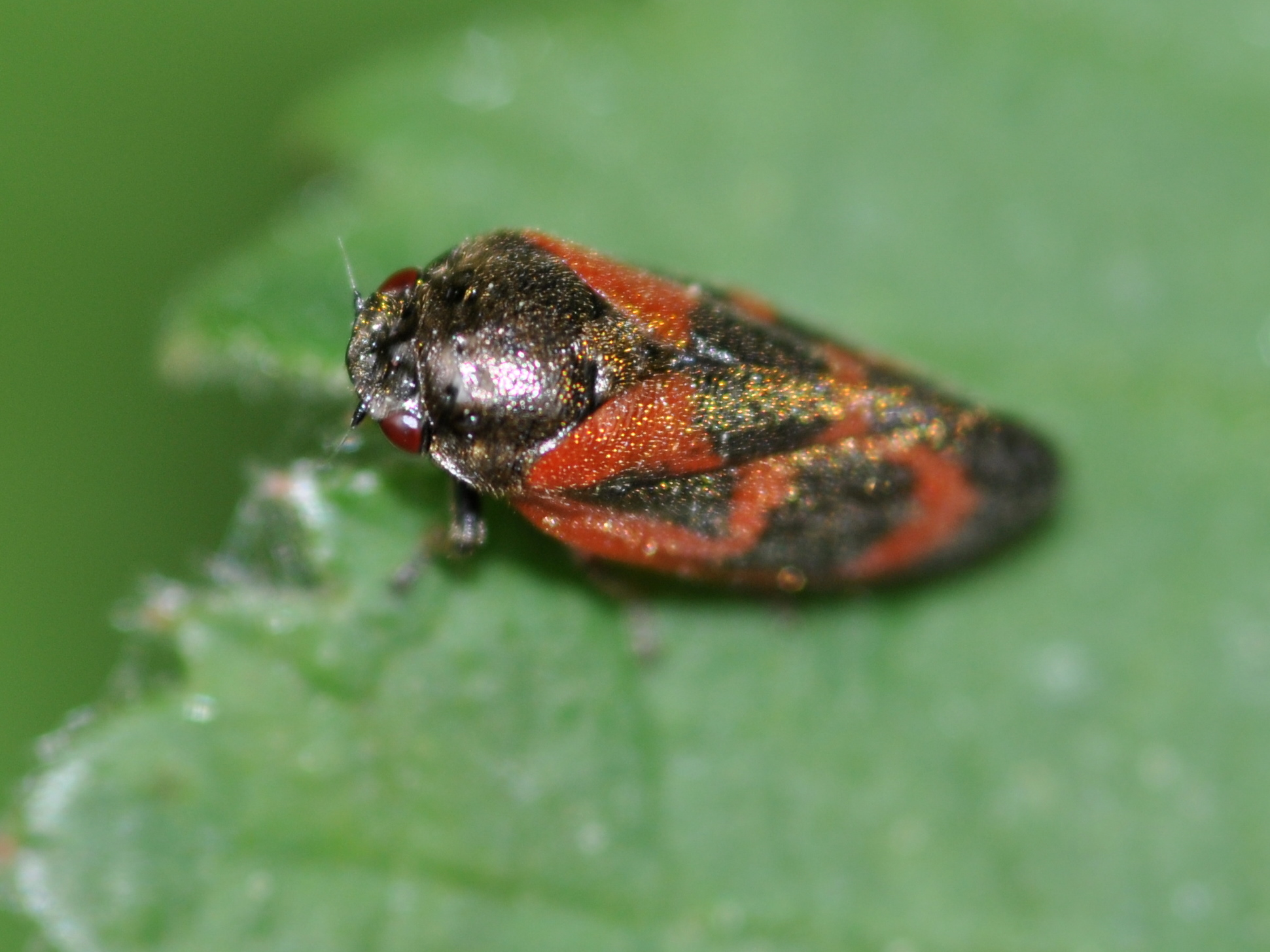
Kiefernblutzikade (Haematoloma dorsata)

Nach derzeitiger Auffassung sind die Cercopoidea neben den Membracoidea und den Cicadoidea eine Überfamilie der Rundkopfzikaden (Cicadomorpha). Die Überfamilie weist weltweit etwa 3000 Arten auf. Sie umfasst die Familien Cercopidae, Aphrodinae, Epiphygidae, Clastopteridae und Machaerotidae (siehe Abbildung rechts). Eine umfassende phylogenetische Analyse der Überfamilie der Cercopoidea anhand der Ermittlung der ribosomalen 18S-rDNA, 28S-rDNA und Histone3 bestätigt die Monophylie der Überfamilie. Ferner wurde die Familie der Cercopidae als monophyletische Gruppe identifiziert, während die Aphrophoridae wahrscheinlich ein Paraphylum sind. Gesichert ist, dass alle Larven der Vertreter der Familien in Schaumnestern leben mit Ausnahme der tropischen Machaerotidae, deren Larven in wassergefüllten, selbst erzeugten kalkhaltigen Röhrchen existieren.
Weltweit gibt es über 1500 Arten der Blutzikaden. Die Artenzahlen in der Paläotropis und der Nearktis lassen sich derzeit nicht recherchieren. In der Neotropis sind über 400 Arten in der Familie der Cercopidae bekannt, wobei aktuell neue Arten entdeckt und beschrieben werden. In Australien beläuft sich die Zahl der beschriebenen Blutzikadenarten auf mindestens neun. In Neuseeland sind keine Blutzikaden vertreten. In Europa kommen 6 Arten in 3 Gattungen vor, davon kommen 5 Arten in 2 Gattungen in Mitteleuropa und 4 Arten in  2 Gattungen in Deutschland vor. Eine weitere Art ist Cercopis sabaudiana Lallemand, 1949 diese ist aber nur von einem einzigen Weibchen aus den Cottischen Alpen bei Exilles bekannt und deshalb eher zweifelhaft gültig. In der Paläarktis sind folgende 12 Arten beschrieben:
- Weinbergsblutzikade Cercopis arcuata (Fieber, 1844)
- Cercopis distincta (Melchiar, 1896)
- Rotknieblutzikade Cercopis intermedia Kirschbaum, 1868
- Cercopis musiva (Haupt, 1917)
- Cercopis numida Guérin-Méneville, 1844
- Bindenblutzikade Cercopis sanguinolenta (Scopoli, 1763)
- Cercopis septemmaculata (Melchiar, 1903)
- Gemeinen Blutzikade Cercopis vulnerata Rossi, 1807
- Eoscartopsis assimilis (Uhler, 1896)
- Gynopygoplax plutonica (Butler, 1874)
- Kiefernblutzikade Haematoloma dorsata (Ahrens, 1812)
- Hemitriecphorella enigmatica nom. n.
- Paphnutius ostentus (Distant, 1916)
- Paphnutius rufifrons (Jacobi, 1921)
- Paracercopis fusca (Melchiar, 1902)
- Paracercopis seminigra (Melchiar, 1902)
- Triecphorella geniculata (Horváth, 1882)

Hier eine Auswahl weiterer Arten:
- Aeneolamia contigua (Walker, 1851)

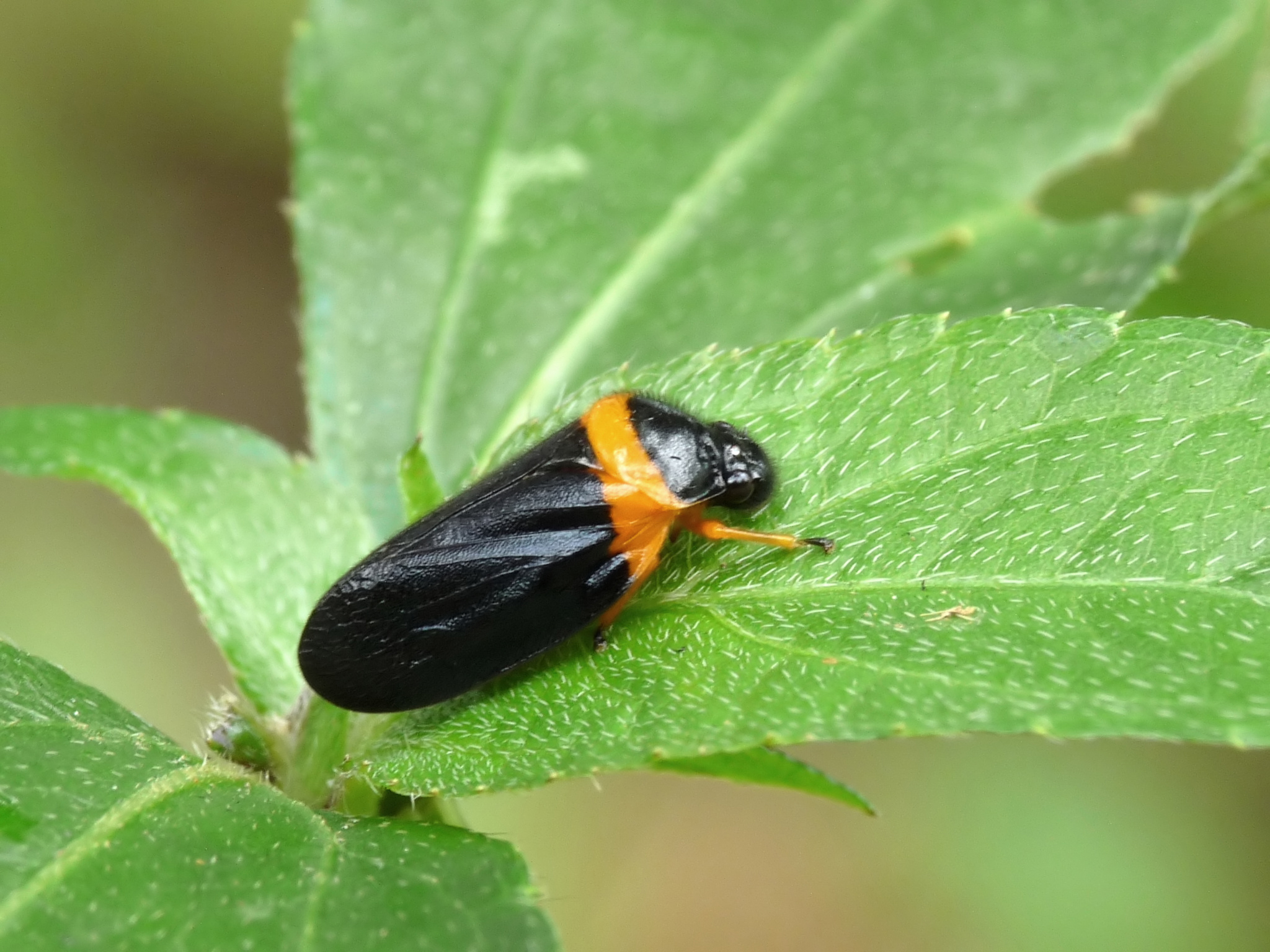
Phymatostetha deschampsi aus Indien

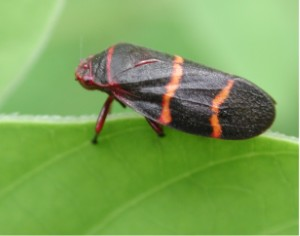
Prosapia bicincta Nordamerika

- Okiscarta kotoensis (Kato, 1928) (Synonym Cosmoscarta kotoensis)
- Mahanarva costaricensis (Distant, 1879)
- Phymatostetha deschampsi Lethierry, 1892
- Prosapia bicincta (Say, 1830)
- Prosapia plagiata (Distant, 1878)
- Zulia vilior (Fowler, 1897)[19]

## Wirtschaftliche und kulturelle Bedeutung
Aus den Niederlanden und dem Mittelmeerraum wird von örtlichen Saugschädigungen an Kiefern in Aufforstungen durch die Kiefernblutzikade berichtet. Blutzikaden sind ansonsten für den Menschen völlig ungefährlich und abgesehen von dem genannten Beispiel in Europa nicht von wirtschaftlichem Interesse. Dagegen verursachen etliche Arten der Gattung Mahanarva in Süd- und Mittelamerika Saugschäden an Weidegräsern und vor allem an Zuckerrohr. In West- und Zentralafrika verursacht Locris rubens (Erichson) an Sorghumhirse (Sorghum bicolor), Mais (Zea mays) und Zuckerrohr (Saccharum officinarum) bedeutende landwirtschaftliche Schäden. Die Blutzikade saugt an allen Pflanzenteilen einschließlich der Rispen. Dadurch überträgt sie Colletotrichum camelliae, den Erreger der Gelbfleckenkrankheit. Junge Blätter und ganze Pflanzen können dadurch absterben.
Aufgrund ihrer auffälligen Färbung sind Blutzikaden aber dennoch beliebte Motive bei der Verzierung von Alltagsgegenständen wie zum Beispiel Vasen oder Tischdecken, aber auch Briefmarken. Besonders in der Provence werden Zikaden als Ausdruck des leichten, mediterranen Lebensgefühles symbolhaft verwendet. Meist sind es Singzikaden, die dargestellt werden, vielfach aber auch die farbintensiven Blutzikaden.